# Classic Albums: Deep Purple – The Making of Machine Head
Classic Albums: Deep Purple – The Making of Machine Head dokumentarni je DVD, o izradi studijskog albuma Machine Head, od britanskog hard rock sastava Deep Purple, kojeg 2002. godine izdaje distributer 'Eagle Rock Entertainment'.
DVD sadrži zasebne intervjue članova sastava na različitim lokacijama. Također je vrlo značajan intervju s Martinom Birchom, koji je radio projekciju na materijalu i glazbenih novinara.

## Izbor poglavlja
1. Introduction
2. "Highway Star"
3. "Smoke on the Water"
4. "Pictures of Home"
5. "Space Truckin'"
6. "Never Before"
7. "When a Blind Man Cries"

## Bonus intervjui
1. No Smoke Without Fire
2. The Beast
3. Make Everything Louder
4. "Black Night"
5. Keep on Space Truckin'
6. "Maybe I'm a Leo"'s Off Beat
7. Break a Leg, Frank
8. Roger's Machine Head
9. "Never Before" Original 1972 Promo

## Vanjske poveznice
- Classic Albums: Deep Purple – The Making of Machine Head u internetskoj bazi filmova IMDb-a
- Pregled projekta na Allmusicu